# Грабков
Грабков (словац. Hrabkov) — село у Словаччині, Пряшівському окрузі Пряшівського краю. Розташоване у північно–східній частині Словаччини, у південно–західній частині Шариської височини біля витоку Крижованки.
Уперше згадується в 1330 році.
У селі є римо-католицький костел з приблизно 1330 року у стилі готики, в 1716 році перебудований у стилі бароко, в 1843 році розширений та руїни готичного монастиря ордену августинців.

## Географія
Протікає річка Крижованка.

## Населення
| Рік:            | 1994. | 2004.   | 2014.   | 2024.   |
| --------------- | ----- | ------- | ------- | ------- |
| Кількість осіб: | 773   | 702     | 698     | 735     |
| Різниця:        |       | -9,18 % | -0,56 % | +5,30 % |

| Рік:            | 2023. | 2024.   |
| --------------- | ----- | ------- |
| Кількість осіб: | 716   | 735     |
| Різниця:        |       | +2,65 % |

В селі проживає 689 осіб.
Національний склад населення (за даними останнього перепису населення — 2001 року):
- словаки — 98,20 %,
- цигани — 0,55 %.

Склад населення за приналежністю до релігії станом на 2001 рік:
- римо-католики — 98,06 %,
- греко-католики — 0,28 %,
- не вважають себе віруючими або не належать до жодної вищезгаданої церкви — 1,66 %.